# Regionalwahlkreis Waldviertel
Der Regionalwahlkreis Waldviertel (Wahlkreis 3B) ist ein Regionalwahlkreis in Österreich, der bei Wahlen zum Nationalrat für die Vergabe der Mandate im ersten Ermittlungsverfahren gebildet wird. Der Wahlkreis umschließt die politischen Bezirke Gmünd, Horn, Krems-Land, Waidhofen an der Thaya und Zwettl sowie die Stadt Krems an der Donau und umfasst damit weitgehend das Gebiet der gleichnamigen Region Waldviertel.
Bei der Nationalratswahl 2019 waren im Regionalwahlkreis Waldviertel 177.574 Personen wahlberechtigt, wobei bei der Wahl die Österreichische Volkspartei (ÖVP) mit 50,7 % als stärkste Partei hervorging. Die ÖVP erzielte dabei zwei der fünf möglichen Grundmandate.

## Geschichte
Nach dem Ende des Staates Österreich-Ungarn wurde für das Gebiet von Niederösterreich mit der Wahlordnung 1918 für die Wahl der konstituierenden Nationalversammlung mehrere Wahlkreise geschaffen, wobei das Gebiet des heutigen Wahlkreises Waldviertel im Wesentlichen dem des neu geschaffenen Wahlkreises Viertel oberm Manhartsberg entsprach. Nachdem die Wahlordnung von 1923 von der austrofaschistischen Regierung 1934 außer Kraft gesetzt worden war, wurde die ursprüngliche Einteilung der Wahlkreise nach dem Zweiten Weltkrieg mit dem Verfassungsgesetz vom 19. Oktober 1945 weitgehend wieder eingeführt. In der Folge war der Wahlkreis Viertel oberm Manhartsberg mehrmals von Gebietsverschiebungen betroffen, bis durch die Nationalrats-Wahlordnung 1971 eine tiefgreifende Wahlkreisreform erfolgte. Durch die Nationalrats-Wahlordnung 1971 wurde Anzahl der Wahlkreise in Österreich auf nur noch neun reduziert. Für das Bundesland Niederösterreich bestand in der Folge nur noch ein Wahlkreis, der Wahlkreis Niederösterreich (Wahlkreis 3). Mit Inkrafttreten der Nationalrats-Wahlordnung 1992 wurde das österreichische Bundesgebiet schließlich in 43 Regionalwahlkreise unterteilt und somit ein drittes Ermittlungsverfahren eingeführt, wobei die Bezirke Gmünd, Horn, Krems-Land, Waidhofen an der Thaya und Zwettl sowie die Stadt Krems zum Wahlkreis Waldviertel (Wahlkreis 3B) zusammengefasst wurden. Der Regionalwahlkreis Waldviertel erhielt in der Folge 1993 fünf Mandate zugewiesen, wobei die Neuberechnung der Mandatsverteilung nach den Ergebnissen der Volkszählung 2001 im Jahr 2002 zu keinen Veränderungen im Wahlkreis führte.
Seit der Schaffung des Wahlkreises erreichte die ÖVP bei jeder Nationalratswahl die relative Mehrheit. Bei der Nationalratswahl 2002 und zuletzt bei der Wahl 2019 gelang es ihr, sogar die absolute Mehrheit zu erreichen.

## Wahlergebnisse
| Nationalratswahlen im Regionalwahlkreis Waldviertel | Nationalratswahlen im Regionalwahlkreis Waldviertel | Nationalratswahlen im Regionalwahlkreis Waldviertel | Nationalratswahlen im Regionalwahlkreis Waldviertel | Nationalratswahlen im Regionalwahlkreis Waldviertel | Nationalratswahlen im Regionalwahlkreis Waldviertel | Nationalratswahlen im Regionalwahlkreis Waldviertel | Nationalratswahlen im Regionalwahlkreis Waldviertel | Nationalratswahlen im Regionalwahlkreis Waldviertel | Nationalratswahlen im Regionalwahlkreis Waldviertel | Nationalratswahlen im Regionalwahlkreis Waldviertel | Nationalratswahlen im Regionalwahlkreis Waldviertel |
| Wahltermin                                          | GM                                                  |                                                     | ÖVP                                                 | SPÖ                                                 | FPÖ                                                 | GRÜNE                                               | BZÖ                                                 | LIF/NEOS                                            | FRANK                                               | PILZ/JETZT                                          | Sonstige                                            |
| --------------------------------------------------- | --------------------------------------------------- | --------------------------------------------------- | --------------------------------------------------- | --------------------------------------------------- | --------------------------------------------------- | --------------------------------------------------- | --------------------------------------------------- | --------------------------------------------------- | --------------------------------------------------- | --------------------------------------------------- | --------------------------------------------------- |
| 9. Oktober 1994                                     |                                                     | Stimmenanteile (%)                                  | 43,1                                                | 29,7                                                | 17,3                                                | 4,4                                                 | -                                                   | 4,2                                                 | -                                                   | -                                                   | 1,3                                                 |
| 9. Oktober 1994                                     | 5                                                   | Grundmandate                                        | 2                                                   | 1                                                   | 0                                                   | 0                                                   | -                                                   | 0                                                   | -                                                   | -                                                   | 0                                                   |
| 17. Dezember 1995                                   |                                                     | Stimmenanteile (%)                                  | 42,4                                                | 32,7                                                | 16,9                                                | 3,0                                                 | -                                                   | 3,7                                                 | -                                                   | -                                                   | 1,3                                                 |
| 17. Dezember 1995                                   | 5                                                   | Grundmandate                                        | 2                                                   | 1                                                   | 0                                                   | 0                                                   | -                                                   | 0                                                   | -                                                   | -                                                   | 0                                                   |
| 3. Oktober 1999                                     |                                                     | Stimmenanteile (%)                                  | 41,8                                                | 28,8                                                | 21,2                                                | 4,7                                                 | -                                                   | 1,9                                                 | -                                                   | -                                                   | 1,7                                                 |
| 3. Oktober 1999                                     | 5                                                   | Grundmandate                                        | 2                                                   | 1                                                   | 1                                                   | 0                                                   | -                                                   | 0                                                   | -                                                   | -                                                   | 0                                                   |
| 24. November 2002                                   |                                                     | Stimmenanteile (%)                                  | 56,9                                                | 30,3                                                | 6,5                                                 | 5,2                                                 | -                                                   | 0,6                                                 | -                                                   | -                                                   | 0,4                                                 |
| 24. November 2002                                   | 5                                                   | Grundmandate                                        | 3                                                   | 1                                                   | 0                                                   | 0                                                   | -                                                   | 0                                                   | -                                                   | -                                                   | 0                                                   |
| 1. Oktober 2006                                     |                                                     | Stimmenanteile (%)                                  | 49,1                                                | 30,6                                                | 8,0                                                 | 6,9                                                 | 2,1                                                 | -                                                   | -                                                   | -                                                   | 3,3                                                 |
| 1. Oktober 2006                                     | 5                                                   | Grundmandate                                        | 2                                                   | 1                                                   | 0                                                   | 0                                                   | 0                                                   | -                                                   | -                                                   | -                                                   | 0                                                   |
| 28. September 2008                                  |                                                     | Stimmenanteile (%)                                  | 42,4                                                | 26,4                                                | 15,3                                                | 6,3                                                 | 5,6                                                 | 1,1                                                 | -                                                   | -                                                   | 3,0                                                 |
| 28. September 2008                                  | 5                                                   | Grundmandate                                        | 2                                                   | 1                                                   | 0                                                   | 0                                                   | 0                                                   | 0                                                   | -                                                   | -                                                   | 0                                                   |
| 29. September 2013                                  |                                                     | Stimmenanteile (%)                                  | 40,4                                                | 24,2                                                | 16,6                                                | 7,8                                                 | 2,3                                                 | 3,3                                                 | 4,1                                                 | -                                                   | 1,3                                                 |
| 29. September 2013                                  | 5                                                   | Grundmandate                                        | 2                                                   | 1                                                   | 0                                                   | 0                                                   | 0                                                   | 0                                                   | 0                                                   | -                                                   | 0                                                   |
| 15. Oktober 2017                                    |                                                     | Stimmenanteile (%)                                  | 42,5                                                | 20,5                                                | 25,8                                                | 2,3                                                 | -                                                   | 4,0                                                 | -                                                   | 3,1                                                 | 1,8                                                 |
| 15. Oktober 2017                                    | 5                                                   | Grundmandate                                        | 2                                                   | 1                                                   | 1                                                   | 0                                                   | -                                                   | 0                                                   | -                                                   | 0                                                   | 0                                                   |
| 29. September 2019                                  |                                                     | Stimmenanteile (%)                                  | 50,7                                                | 16,3                                                | 16,1                                                | 8,6                                                 | -                                                   | 6,3                                                 | -                                                   | 1,3                                                 | 0,8                                                 |
| 29. September 2019                                  | 5                                                   | Grundmandate                                        | 2                                                   | 0                                                   | 0                                                   | 0                                                   | -                                                   | 0                                                   | -                                                   | 0                                                   | 0                                                   |
| 29. September 2024                                  |                                                     | Stimmenanteile (%)                                  | 36,5                                                | 15,8                                                | 30,4                                                | 5,4                                                 | -                                                   | 7,0                                                 | -                                                   | -                                                   | 5,0                                                 |
| 29. September 2024                                  | 5                                                   | Grundmandate                                        | 1                                                   | 0                                                   | 1                                                   | 0                                                   | -                                                   | 0                                                   | -                                                   | -                                                   | 0                                                   |